# Diócesis de Wrexham
La diócesis de Wrexham (en latín: Dioecesis Gurecsamiensis, en inglés: Roman Catholic Diocese of Wrexham y en galés: Esgobaeth Wrecsam) es una circunscripción eclesiástica de la Iglesia católica en el Reino Unido. Se trata de una diócesis latina, sufragánea de la arquidiócesis de Cardiff-Menevia. Desde el 27 de junio de 2012 su obispo es Peter Brignall.

## Territorio y organización
La diócesis tiene 9125 km² y extiende su jurisdicción sobre los fieles católicos de rito latino residentes en parte de Gales, comprendiendo las autoridades unitarias de: Conwy (hasta el 2 de abril de 1996 llamada Aberconwy y Colwyn), Isla de Anglesey (hasta el 2 de abril de 1996 llamada Anglesey), Denbighshire, Flintshire, Gwynedd (hasta el 2 de abril de 1996 llamada Caernarfonshire y Merionethshire), Wrexham y la parte de Powys que hasta 1974 fue el condado de Montgomeryshire.
La sede de la diócesis se encuentra en la ciudad de Wrexham, en donde se halla la Catedral de Nuestra Señora de los Dolores.
En 2022 en la diócesis existían 28 parroquias agrupadas en 6 decanatos: Caernarfon, Colwyn Bay, Dolgellau, Flint, Rhyl y Wrexham.

## Historia
El 12 de mayo de 1898 el vicariato apostólico de Gales fue elevado a diócesis de Menevia con la iglesia de Nuestra Señora de los Dolores, en Wrexham, como su procatedral. El cabildo catedralicio fue erigido el 10 de agosto de 1909
La diócesis fue erigida el 12 de febrero de 1987 mediante la bula Esse regnum del papa Juan Pablo II, obteniendo el territorio de la parte norte de la diócesis de Menevia, de la que Wrexham había sido sede desde 1895-1898 hasta el mismo 1987.

## Estadísticas
Según el Anuario Pontificio 2023 la diócesis tenía a fines de 2022 un total de 31 771 fieles bautizados.
| Año                                                                             | Población            | Población | Población      | Sacerdotes | Sacerdotes    | Sacerdotes    | Bautizados por sacerdote | Diáconos permanentes | Religiosos | Religiosos | Parroquias |
| Año                                                                             | Bautizados católicos | Total     | % de católicos | Total      | Clero secular | Clero regular | Bautizados por sacerdote | Diáconos permanentes | Varones    | Mujeres    | Parroquias |
| ------------------------------------------------------------------------------- | -------------------- | --------- | -------------- | ---------- | ------------- | ------------- | ------------------------ | -------------------- | ---------- | ---------- | ---------- |
| 1990                                                                            | 33 621               | 668 000   | 5.0            | 86         | 47            | 39            | 390                      | 6                    | 47         | 225        | 44         |
| 1999                                                                            | 33 627               | 694 000   | 4.8            | 69         | 40            | 29            | 487                      | 12                   | 29         | 173        | 45         |
| 2000                                                                            | 33 346               | 692 500   | 4.8            | 67         | 38            | 29            | 497                      | 12                   | 41         | 171        | 45         |
| 2001                                                                            | 33 346               | 692 800   | 4.8            | 72         | 39            | 33            | 463                      | 10                   | 33         | 158        | 44         |
| 2002                                                                            | 33 346               | 692 800   | 4.8            | 69         | 38            | 31            | 483                      | 10                   | 31         | 162        | 43         |
| 2003                                                                            | 33 346               | 692 800   | 4.8            | 69         | 38            | 31            | 483                      | 10                   | 31         | 155        | 43         |
| 2004                                                                            | 30 272               | 692 800   | 4.4            | 67         | 38            | 29            | 451                      | 9                    | 29         | 153        | 43         |
| 2010                                                                            | 48 800               | 710 000   | 6.9            | 61         | 36            | 25            | 800                      | 10                   | 25         | 135        | 41         |
| 2014                                                                            | 38 700               | 731 400   | 5.3            | 55         | 30            | 25            | 703                      | 11                   | 25         | 117        | 41         |
| 2017                                                                            | 33 897               | 742 600   | 4.6            | 55         | 24            | 31            | 616                      | 12                   | 31         | 100        | 41         |
| 2020                                                                            | 31 476               | 761 260   | 4.1            | 48         | 21            | 27            | 655                      | 12                   | 29         | 100        | 28         |
| 2022                                                                            | 31 771               | 768 431   | 4.1            | 50         | 23            | 27            | 635                      | 12                   | 29         | 100        | 28         |
| Fuente: Catholic-Hierarchy, que a su vez toma los datos del Anuario Pontificio. |                      |           |                |            |               |               |                          |                      |            |            |            |

## Episcopologio
- James Hannigan † (12 de febrero de 1987-7 de marzo de 1994 falleció)
- Edwin Regan (7 de noviembre de 1994-27 de junio de 2012 retirado)
- Peter Brignall, desde el 27 de junio de 2012